# Jorge Garrido San Román
Jorge Garrido San Román (Barros, Los Corrales de Buelna, Santander, 1974) es un político, abogado, sindicalista y exmilitar español.

## Biografía
Licenciado en Derecho y abogado en ejercicio en Madrid. Exmilitar (en activo de 1994 a 2006), actualmente en excedencia voluntaria, accedió por oposición a la Administración General del Estado como empleado público, trabajo que compagina actualmente con el ejercicio de la abogacía (especialmente en el ámbito laboral y sindical). Preside desde el 1 de mayo de 2008 el sindicato Unión Nacional de Trabajadores (UNT), además de la asociación Foro Social Manuel Mateo. También es vicesecretario general de Falange Española de las JONS desde junio de 2005.
Entre abril de 1995 y septiembre de 1996 presidió el Sindicato Español Universitario (SEU). Miembro fundador de la asociación Milenio Azul, ha sido y es colaborador de diversos medios de comunicación, habiendo sido subdirector de los programas de Radio Intercontinental La ballena alegre (2006-2008) y La piel de toro (2007-2008). Desde 2016 fue director del programa Perspectiva sindicalista (desde 2016) que se emitió en Radio Ya hasta 2021. A partir de 2021 participó en Decisión Radio y desde 2022 lo hizo en Informa Radio, siendo contertulio habitual de la tertulia del programa En la boca del lobo, también en Radio Ya hasta 2021, entre 2021 y 2022 en Decisión Radio y desde 2022 en Informa Radio.
Es un firme defensor del catolicismo más tradicional desde los años 90 y de la figura del arzobispo Marcel Lefebvre, siendo miembro (donado) de la Orden de Caballeros de Santa María, de la que es preceptor (responsable) en España.
Aunque ha escrito varios libros, como El Estado nacionalsindicalista o Juventud y Educación, y numerosos artículos y ensayos, solo ha publicado dos libros: Manifiesto sindicalista (Madrid, 2007, aunque escrito en 2001) y España en el mundo. Propuestas para una nueva política exterior (Madrid, 2017).

### Agresión en 2016
La noche del 22 de junio de 2016, durante la campaña electoral, sufrió una agresión por individuos de extrema izquierda en el madrileño distrito de Moncloa.

### Deportista
Es aficionado a deportes como las carreras de orientación (ganó varias competiciones durante sus años como militar), el ajedrez (desde su etapa escolar ha ganado varios torneos) y los bolos (en la modalidad más deportiva y tradicional del "bolo-palma"), siendo este último el deporte al que más se está dedicando en los últimos años: ha ganado varias ligas de Madrid con dos equipos distintos (en 2022 y 2023 con "Picu Urriellu" y en 2025 con "La Estela", ejerciendo esa temporada como Capitán) y fue Campeón Regional de Cuarta en 2023, quedando ese año en el puesto 14 del Campeonato de España. 